# Karbeny

Methylen, nejjednodušší karben

Karbeny jsou organické molekuly obsahující atom uhlíku se dvěma sdílenými valenčními elektrony a dvěma elektrony nesdílenými. Dohromady 4 elektrony s obecným vzorcem RR'C:. Karbeny se dělí na dvě skupiny, singlety a triplety. Většina karbenů má velmi krátkou životnost, ale jsou známy i perzistentní karbeny.
Prototypem karbenů je H2C:, též označovaný jako methylen. Jedním z dobře prostudovaných karbenů je Cl2C: čili dichlorkarben, který lze generovat in situ z chloroformu a silné zásady.

## Použití karbenů
Širokou oblastí využití karbenů je průmyslová výroba tetrafluorethylenu, prekurzoru PTFE. Tetrafluorethylen vzniká prostřednictvím difluorkarbenu:
CHClF2 → CF2 + HCl
2 CF2 → F2C=CF2